# Tavaresia angolensis
Tavaresia angolensis är en oleanderväxtart som beskrevs av Friedrich Welwitsch. Tavaresia angolensis ingår i släktet Tavaresia och familjen oleanderväxter. Inga underarter finns listade i Catalogue of Life.